# Prawdziwy romans
Prawdziwy romans (tytuł oryginalny True Romance) – amerykański thriller z 1993 w reżyserii Tony’ego Scotta.
Prawdziwy romans jest przez wielu krytyków oraz fanów uznawany za jeden z najlepszych scenariuszy, jakie napisał Quentin Tarantino (choć napisał go na zamówienie, bo potrzebował pieniędzy na własny film Wściekłe psy). W filmie pojawia się wiele przyszłych, jeszcze mało utytułowanych gwiazd Hollywood. Sam film kręcony był jednak poza wielką wytwórnią, z powodu słabego powodzenia poprzednich filmów Tony’ego Scotta (poza Top Gun z 1986).

## Opis fabuły
Prawdziwy romans to opowieść o szalonej miłości dziewczyny na telefon – Alabamy – do sprzedawcy komiksów Clarence'a, samotnika, wielkiego fana kina oraz Elvisa Presleya. Główny bohater na jednym z kinowych wielogodzinnych maratonów spotyka Alabamę (Patricia Arquette), która zostaje wynajęta przez szefa Clarence'a jako prezent na jego urodziny. Po wspólnie spędzonej nocy Alabama oznajmia Clarence'owi, że jest w nim zakochana. On przyznaje, iż odwzajemnia jej uczucie. Chcąc uwolnić ukochaną od tragicznej przeszłości, postanawia rozprawić się z jej alfonsem Drexlem, po czym przypadkowo zabiera z jego mieszkania torbę pełną kokainy. Zakochani jadą do Kalifornii, żeby sprzedać towar, a w ślad za nimi podąża mafia i FBI.

## Obsada
- Christian Slater – Clarence Worley
- Patricia Arquette – Alabama Whitman
- Dennis Hopper – Clifford Worley
- Val Kilmer – Elvis
- Gary Oldman – Drexl Spivey
- Bronson Pinchot – Elliot Blitzer
- Samuel L. Jackson – Big Don
- Michael Rapaport – Dick Ritchie
- Saul Rubinek – Lee Donowitz
- James Gandolfini – Virgil
- Chris Penn – Nicky Dimes
- Tom Sizemore – Cody Nicholson
- Brad Pitt – Floyd
- Christopher Walken – Vincenzo Coccotti